# Kathleen Peterson
Kathleen Chasse Atwater Peterson (21 février 1953 – 9 décembre 2001) est connue comme le sujet de la série documentaire frannjbjbjnjnhj bjbn;j;;obovoise L'Escalier, qui traite des circonstances entourant sa mort.

## Michael Peterson
En 1997, elle épouse l'écrivain Michael Peterson. Le dimanche 9 décembre 2001, elle est retrouvée morte au bas d'un escalier dans son manoir de Durham,. Michael, découvrant sa femme, appelle le 911, déclarant qu'elle avait chuté dans les escaliers. A l'issue de son procès, il  est reconnu coupable de meurtre en 2003 et condamné à la prison à vie. Le 15 décembre 2011, il bénéficie d'un nouveau procès à la suite d'une demande en appel et à des erreurs judiciaires répétées,.